# 馮大轟
馮大轟（1900年4月28日—1971年3月22日），字子車。山西省萬泉縣人。民國39年（1950年）在西安市選區遞補當選第一屆立法委員

## 生平[1][2]
- 國立北平師範大學畢業
- 中央訓練團高級班畢業
- 革命實踐研究院畢業
- 山西省立第二師範學校校長
- 中國國民黨山西省黨部執行委員
- 陝西省教育廳督學
- 陝西省立安康中學校長
- 中國國民黨陝西省黨部執行委員
- 陝西省臨時參議會參議員
- 內政部陝西禁煙督察團副團長
- 陝西省社會服務處處長
- 中國國民黨隴海鐵路特別黨部主任委員
- 交通部設計委員
- 民國39年，遞補立法委員[3]
- 民國60年3月22日病故[4]